# Bewertungsspektrum
Das Bewertungsspektrum eines kommutativen Ringes ist ein topologischer Raum, dessen Punkte durch Äquivalenzklassen von Bewertungen gegeben sind. Es findet Anwendung in der Theorie adischer Räume.

## Definition
Sei {\displaystyle A} ein kommutativer Ring. Das Bewertungsspektrum {\displaystyle \mathrm {Spv} (A)} von {\displaystyle A} ist die Menge aller Äquivalenzklassen von nicht-archimedischen Bewertungen von {\displaystyle A}. Die Topologie auf {\displaystyle \mathrm {Spv} (A)} wird von Mengen der Form
{\displaystyle \mathrm {Spv} (A)({\tfrac {f}{s}})=\{|\cdot |\in \mathrm {Spv} (A)\mid |f|\leq |s|\neq 0\}}
erzeugt, wobei {\displaystyle f,s\in A} beliebige Elemente sind.

## Beispiele
- Der Körper {\displaystyle \mathbb {Q} } der rationalen Zahlen hat die folgenden Äquivalenzklassen von nicht-archimedischen Bewertungen: Für jede Primzahl {\displaystyle p} die p-adische Bewertung {\displaystyle |\cdot |_{p}} und die sogenannte triviale Bewertung {\displaystyle |\cdot |_{0}}, die durch {\displaystyle |x|_{0}=1} für alle {\displaystyle x\in \mathbb {Q} ^{\times }} gegeben ist. Eine nicht-leere Teilmenge von {\displaystyle \mathrm {Spv} (\mathbb {Q} )} ist genau dann offen, wenn sie Komplement endlich vieler p-adischer Bewertungen ist. Wir haben einen Homöomorphismus {\displaystyle \mathrm {Spv} (\mathbb {Q} )=\mathrm {Spec} (\mathbb {Z} )}.[2]
- Der Ring {\displaystyle \mathbb {Z} } der ganzen Zahlen besitzt alle Einschränkungen von Bewertungen von {\displaystyle \mathbb {Q} } als Bewertung. Zusätzlich gibt es für jede Primzahl {\displaystyle p} eine Bewertung {\displaystyle |\cdot |_{p,0}}, die von der trivialen Bewertung auf dem endlichen Körper {\displaystyle \mathbb {F} _{p}=\mathbb {Z} /p\mathbb {Z} } induziert wird. Wir erhalten also als Menge {\displaystyle \mathrm {Spv} (\mathbb {Z} )=\mathrm {Spv} (\mathbb {Q} )\cup \{|\cdot |_{p,0}\mid p{\text{ Primzahl}}\}}. Jede offene Menge, die {\displaystyle |\cdot |_{p,0}} enthält, enthält auch {\displaystyle |\cdot |_{p}}. Die Bewertung {\displaystyle |\cdot |_{p,0}} ist also eine Spezialisierung von {\displaystyle |\cdot |_{p}}. Die abgeschlossenen Punkte von {\displaystyle \mathrm {Spv} (\mathbb {Z} )} sind genau die Bewertungen {\displaystyle |\cdot |_{p,0}}.[3]

## Eigenschaften
Das Bewertungsspektrum eines kommutativen Ringes ist ein spektraler Raum.
Ist {\displaystyle \varphi \colon A\to B} ein Ringhomomorphismus und {\displaystyle |\cdot |} eine Bewertung von {\displaystyle B}, so ist {\displaystyle \mathrm {Spv} (\varphi )(|\cdot |):=|\cdot |\circ \varphi } eine Bewertung von {\displaystyle A}. Für {\displaystyle f,s\in A} gilt
{\displaystyle \mathrm {Spv} (\varphi )^{-1}(\mathrm {Spv} (A)({\tfrac {f}{s}}))=\mathrm {Spv} (B)({\tfrac {\varphi (f)}{\varphi (s)}})}
Die Abbildung {\displaystyle \mathrm {Spv} (\varphi )\colon \mathrm {Spv} (B)\to \mathrm {Spv} (A)} ist also stetig und sogar spektral.